# Etting (Polling)

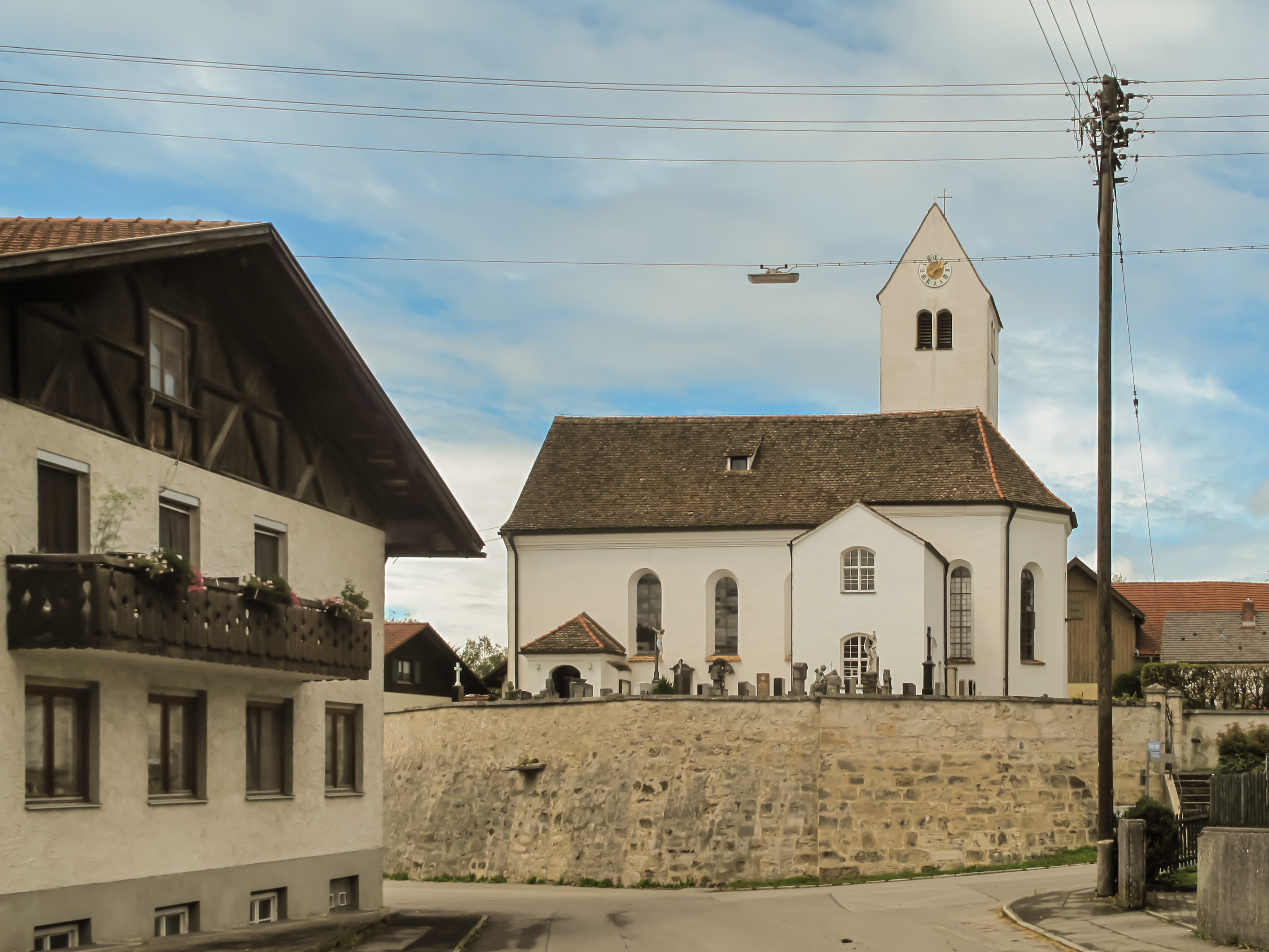
Pfarrkirche St. Michael in Etting

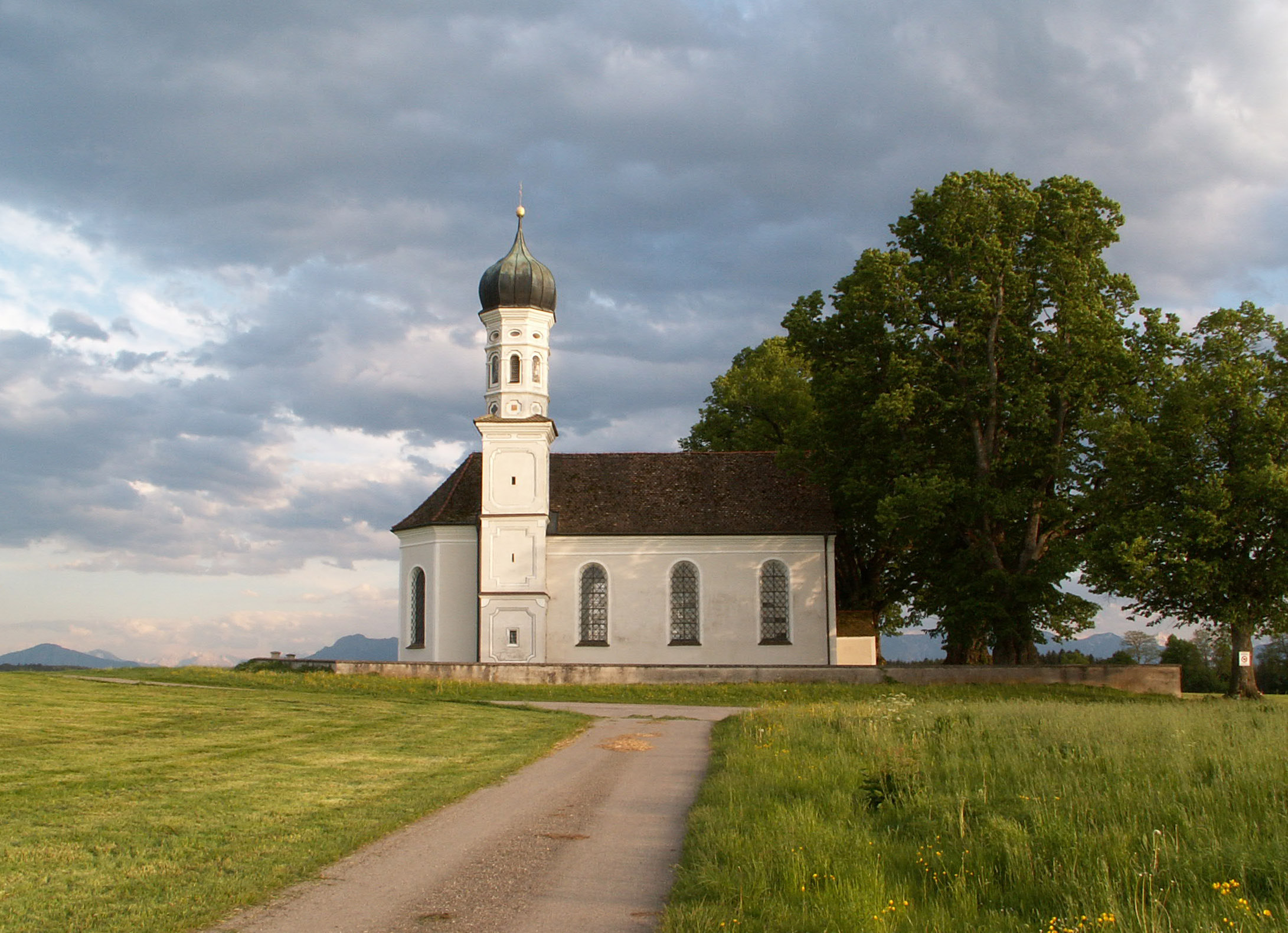
Kirche St. Andrä bei Etting

Etting ist ein Gemeindeteil der Gemeinde Polling im Landkreis Weilheim-Schongau (Oberbayern, Bayern).
Das Pfarrdorf liegt an der Olympiastraße südlich von Weilheim in Oberbayern.

## Geschichte
Erste Spuren menschlicher Besiedlung in Etting sind Hügelgräber aus der Bronzezeit.
Mit dem Gemeindeedikt von 1818 entstand die Gemeinde Etting, die zum Landgericht Weilheim gehörte.
Am 1. Mai 1978 wurde die Gemeinde im Zuge der Gebietsreform in Bayern mit Oderding und Polling zur Gemeinde Polling vereinigt.

## Partnerschaft
Seit 1976 unterhält der oberbayerische Ort Etting eine Partnerschaft mit der lothringischen Gemeinde Etting.